# Kecskés Péter
Kecskés Péter (Budapest, 1972. június 18. –) multimediális képzőművész, fotográfus, elektrográfus, videó-művész, költő, szerkesztő, asztrológus, vallásfilozófus, művészeti író, performer.

## Életpályája
Eddig négy önálló katalógusa, három verseskönyve és egy tanulmánykötete jelent meg. Több mint ötven önálló tárlata volt, valamint számos csoportos kiállításon vett részt. Tagja a Magyar Alkotóművészek Országos Egyesületének, a Magyar Elektrográfiai Társaságnak, a Magyar Küldeményművészeti Társaságnak, a Magyar Aquinói Szent Tamás Társulatnak, a Fiatalok Fotóművészeti Stúdiójának, valamint alapítótagja volt az Egyesült Képek Egyesületnek, a United Gods zenekarnak és a NEMTEIS performansz-csoportnak.
Tanított a Tan Kapuja Buddhista Főiskolán, a Moholy-Nagy Művészeti Egyetemen és a Magyar Képzőművészeti Egyetemen. Előadásokat tartott az Őshagyományban, a Hyperion Szellemtudományi Centrumban és a Last Exitben. 1991–1994-ig a Pendragon-füzetek szerkesztője. 1995-től 2002-ig a Bolt Galéria művésze.
Írásai (esszéi, tanulmányai) megjelentek – többek között – a Pendragon-füzetekben, a Laza Lapokban, a Kapuban, az Art Limes-ban, az Ökotájban, a Filmvilágban, a Balkonban, a Magyar Hüperiónban és az Új Művészetben. Vizuális munkáit számos folyóiratban publikálta (Balkon, Új Művészet, Új Forrás, Art Limes, Nappali Ház, Műértő, Magyar Műhely, Gyűjtők és Gyűjtemények, Árnyékkötők), illetve szerepeltek még katalógusokban és CD-ROM-okon (Matricák, Árnyékkötők), valamint CD-borítókon is (United Gods, PMIS), valamint website-okon is bemutatták őket (Artpool, Autonóm Zóna). 2005-ben elkészíti Elő-jelek című, addigi munkásságát összefoglaló multimediális CD-jét, melyet az Ernst Múzeumban mutat be.

## Egyéni kiállításai
- 1989 Pest Megyei Művelődési Központ, Szentendre Vajda Lajos Stúdió Pincegalériája, Szentendre Fiatal Művészek Klubja, Budapest
- 1990 Gazdagréti Közösségi Ház Galériája, Budapest
- 1991 Lágymányosi Közösségi Ház Galériája, Budapest • Liget Galéria, Budapest Galéria 11, Budapest
- 1992 Örökmozgó Galéria, Budapest Liget Galéria, Budapest
- 1993 Bartók 32 Galéria, Budapest Art Jam, Budapest
- 1994 Bocskai Galéria, Budapest Bercsényi Galéria, Budapest
- 1995 Újlak Kiállítóterem, Budapest Bolt Galéria, Budapest[1]
- 1996 Mű-terem Kiállító, Budapest
- 1997 Fáklya Klub, Budapest Görög Templom Kiállítóterem, Vác
- 1998 Bolt Galéria, Budapest
- 1999 „Dereprezentáció", Magyar Fotográfusok Háza, Budapest „Totalis Solis Defectio" – Nagy Gézával, Tátika-vár
- 2000 „Hieroglyphica Reformata", Galeria Teatru Situacji, Krakkó „Földnapéjegyenlőség" – Kelényi Bélával, Black-Black Galéria, Budapest „LELLE", esszékiállítás a Liget Galériában, Budapest Trafó Galéria – Nagy Gézával, Budapest „Kettős kenotáfium" – Kelényi Bélával, Óbudai Pincegaléria
- 2001 „Szemtől szemig: akkor" – Kelényi Bélával, Sátoraljaújhely
- 2002 „ENDT. MULTIPLICATION", Óbudai Pincegaléria, Budapest „A rejtőző útja" – Kelényi Bélával, At Home Gallery, Somorja „ESSENTIA EXALTATA", Karinthy Szalon, Budapest
- 2003 „Chaos Veterum", Liget Galéria, Budapest
- 2004 „Lenyomatvágatok" – Koroknai Zsolttal és Dóra Attilával, MaMű Galéria, Budapest
- 2005 „Coniunctio”, Óbudai Társaskör Galéria, Budapest „Caput Mortuum”, Kortárs Alkotók Stúdiója Galéria, Budapest
- 2006 „Arcus Visionis”, KAS Galéria, Budapest „Elő-jelek”, Eötvös Károly Megyei Könyvtár, Veszprém „Sophia TV”, Galerie Klientierklinik, Berlin
- 2007 „Re-sur-rex-I.T.”, KAS Galéria, Budapest • „Eikon Eidosz Eidolon” – Kasek Rolanddal, Óbudai Pincegaléria, Budapest
- 2008 „One Day at a Time...”, KAS Galéria, Budapest „Cosmograms”, Móra Ferenc Múzeum, Szeged • „Illuminations”, Galerie Kleintierklinik, Berlin „Kontrakurzus”, KasekStúdió /egyestés kiállítás/, Budapest
- 2009 „Uranographia”, KAS Galéria, Budapest „Elgabal/Narkissos”,[2] Videospace, Budapest „Hermetikus Almanach”, MAMŰ Galéria, Budapest
- 2010 „Kymos – művészeti munkák 1987–2009”,[3] KAS Galéria, Budapest
- 2011 „Nemteis-dokumentumok”, Magyar Műhely Galéria, Budapest
- 2012 „DUPLEX XX DIVINÁCIÓ", Mamű Galéria, Budapest „Az Ötödik Nap Vége”, FUGA, Budapest
- 2013 „Pi-Moments”, Sóház Galéria, Ságvár
- 2014  „Fényember”, Faur Zsófi Galéria, Budapest
- 2015 „Process"[4] – Gábor Enikővel és Detvay Jenővel, MET Galéria, Budapest • "Titkos emlékezet", K.A.S. Galéria, Budapest
- 2016 „Keimos folyam”,[5] Galerie ByArt, Budapest
- 2017 „Processed Precession",[6] K.A.S. Galéria, Budapest
- 2018 „Apeiron",[7] K. A. S. Galéria, Budapest
- 2019 „Architects of Dusk versus the Envoys of Light",[8] K.A.S. Galéria, Budapest
- 2020 „Ecstatic Enstasis",[9] Magyar Műhely Galéria, Budapest
- 2021 „Kiterjeszthető végtelen", Art9 Galéria, Budapest
- 2022 „Ozirisz prófétája" – Jakab Krisztiánnal, K. A. S. Galéria, Budapest
- 2023 „Vertikális 5.0", MET Galéria, Budapest
- 2024 „Photismos", K. A. S. Galéria, Budapest
- 2025 „Photagogia", Lumiere Hall, Budapest

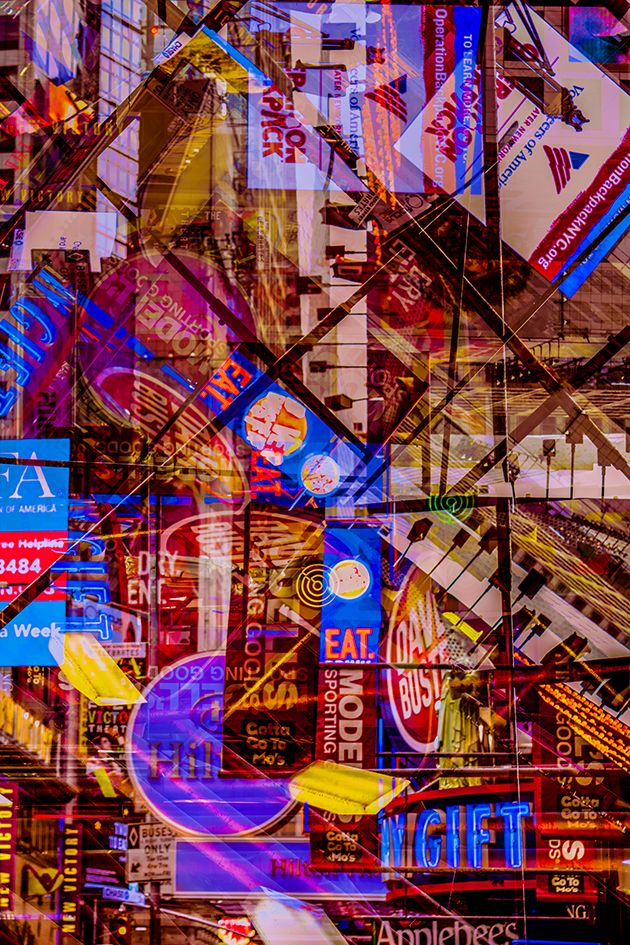
Kecskés Péter: Architects of Dusk versus the Envoys of Light 9. (2018)

## Csoportos kiállításai
- 1987–1989 Vajda Lajos Stúdió Pincegalériája, Szentendre
- 1991 „Egyesült Képek" – Tölgyfa Galéria, Budapest „Egyesült Képek", Kaposvár „Tatarozás", Műcsarnok, Budapest
- 1992 „Első Kortárs Magyar Epigon Kiállítás", Liget Galéria „Az Idegen Szép", Szakszervezetek Főv. Műv. Háza
- 1993 „Paradox", Eötvös Pince, Budapest „Városanalízis", Vígadó tér, Budapest „Art Strand", Budapest „Helyzet-Kép", Pajta Galéria, Salföld „Második Kortárs Magyar Epigon Kiállítás", Hamburg
- 1994 „Majdnem Harmadik Kortárs Magyar Epigon Kiállítás", Újlak Kiállítóterem, Budapest „Fiatal Magyar Fotográfia 1990 után", Miskolci Galéria „FMF", Budapest Galéria
- 1995 „Bárka", Vigadó Galéria, Budapest „FMF", Szegedi Képtár „EKE-GANZ", Zúzda, Budapest
- 1996 „Kortárs Magyar Fotográfia", Umelecka beseda, Pozsony „Kezek", Magyar Intézet, Párizs
- 1997 „Magyar Szalon ’97", Műcsarnok, Budapest „Kortárs Magyar Fotográfia", Berlin „Az Első Alkotócsoport Kiállítása", Pécsi Galéria „Párbeszéd", Szentendrei Képtár, Szentendre
- 1998 „Kép és szöveg", Bolt Galéria, Budapest „Mail Art", Műcsarnok, Budapest „Kortárs Magyar Fotográfia ’98", Iparművészeti Múzeum „Ornamentika", Szombathelyi Képtár, Szombathely „San Marino International Photomeeting", San Marino
- 1999 „XXS", Bolt Galéria, Budapest „Ungarn Wege in die Gegenwart", Galerie Lande, Németország „A Bolt Galéria gyűjteményének kiállítása",[10] Francia Intézet, Budapest
- 2000 „Második Mail Art Biennálé", Kuntsverein, Bad Salzd., Németország „Művészek bankjegy-munkái", Museum für Moderne Kunst, Weddel, Németország „Matricák 2000", Vigadó Galéria, Budapest „Folytatott Művészet", Artpool P60 Kiállítóterem, Budapest
- 2001 „Az egységes olvasási mód (reaktív és transzkontextualizált információk)", Artpool P60 Galéria, Budapest „Animációk" – a „Feketén-fehéren" c. kiállítás kísérőprogramja, Műcsarnok, Budapest „Kortárs Magyar Fotográfia", Galerie Photo Montpellier „Keresztek", Vigándpetend, Plébania „Képírás" – Láthatár Összművészeti Fesztivál, Szigetvár „Miniatúrák", GaleriePhoto, Lyon, Franciaország
- 2002 „A Bolt Galéria Gyűjteménye”, Andalúz Fotográfiai Múzeum, Spanyolország „Tojásbolt",[11] Műcsarnok, Budapest „Test(es)etek" – El Kazovszkij, Fehér Zoltán, Gőbölyös Luca, Kecskés Péter – Gutenberg Művelődési Ház, Budapest „Magyar tekintet", San Daniele, Olaszország „A Mai Manó Ház első fotóárverése", Mai Manó Ház, Marriott Szálló, Budapest „Matricák 2002 – Kisméretű Elektrografikák Nemzetközi Kiállítása", Újpesti Galéria, Budapest „Parallel Valóságok", Artpool P60, Budapest
- 2003 „Hármasok és hármasságok", Artpool P60, Budapest „Kis Magyar Elektrográfia", Kolozsvár, Románia „Irónia, Groteszk és Szatíra", Csokonai Galéria, Kaposvár
- 2004 „Unikornis", FMK, Budapest „Árnyékkötők retrospektív", Miskolci Galéria, Miskolc „Matricák 2004", Vasarely Múzeum, Budapest „Művészet a negyedik dimenzióban", Artpool P60, Budapest „TesTTeszTTúrák"[12] – El Kazovszkij, Fehér Zoltán, Kecskés Péter – Bartók '32 Galéria, Budapest
- 2005 „Fényes és sötét József Attila", FMK, MERZ Ház, Ferencvárosi Pincegaléria (Budapest), Gönczi Galéria (Zalaegerszeg) „Matricák – válogatás a biennálé anyagából", Pelikán Galéria, Székesfehérvár „Omphalos; Magical Picture Book", Walcot Chapel, Bath, Anglia „Árnyékkötők", Artpool P60 Galéria, Budapest „Fotoneon", Művészet Malom, Szentendre „Az Experimentátor", Artpool P60 Galéria, Budapest
- 2006 „Fényes és sötét József Attila", József Attila Múzeum, Makó, Espersit-ház „Pixel – Digitális nyomatok I. országos szemléje", V.A.M. Design Center, Budapest „Lélek és Elme", I. Pszichiátriai Osztály, Budapest „1. Nemzetközi Spanyolnátha Küldeményművészeti Biennálé", Ifjúsági és Szabadidőház, Miskolc „Labirintus", sinepress, webkiállítás „Fényes és sötét", Pand Paulus Galéria, Schiedam, Hollandia „Karácsonyi kiállítás", KAS Galéria, Budapest
- 2007 „Fotoneon print válogatás", Gödör Klub, Budapest „Matricák 2007", Duna Galéria, Budapest „Art is Not Silent", Kortárs Művészeti Intézet, Dunaújváros „Hódolat a Mesternek", Aula Galéria, Debrecen
- 2008 K. A. S. Galéria, Budapest „A magyar elektrográfia története 1985–2005", Karinthy Szalon, Budapest „II. Spanyolnátha Küldeményművészeti Biennálé", Ifjúsági és Szabadidőház, Miskolc „A tudomány képei, a képek tudománya", A22 Galéria, Budapest „Karácsonyi kiállítás", Kortárs Alkotók Stúdiója Galéria, Budapest „15", a 15 éves Arnolfini Archívum webtárlata (webkatalógus: arnolfini.hu)[13]
- 2009 „LLophatatlan", Present Galéria, Budapest „Önök kérték" – 3. Spanyolnátha kertfesztivál, Hernádkak „Önök kérték" – 4. Spanyolnátha kertfesztivál, Hernádkak „Ki géppel száll fölébe", Albertfalvi Közösségi Ház, Budapest „Rejtező ének – fotográfiai áthatások", MAMŰ Galéria, Budapest „Friss kas", KAS Galéria, Budapest
- 2010 „Art Fanatics", Műcsarnok, Budapest „Váltóáram", D-udvar Galéria, Budapest „J. A. 32", Pataky Műv. Központ, Budapest „Áramszüret", Kortárs Magyar Galéria, Dunaszerdahely, Szlovákia „Európa elrablása", Kaposvár „Matricák 2010", Karinthy Szalon, Budapest „Szintézis 2.", Duna Galéria, Budapest „3. Nemzetközi Spanyolnátha Küldeményművészeti Biennálé", Hernádkak „Víz-Tükör", Balaton Kongresszusi Központ és Színház, Keszthely „SoundGate", Kunsten, Aalborg, Dánia „R-e-construction", III. Nemzetközi Spanyolnátha Küldeményművészeti Biennálé és „V. Debreceni Mail-Art Kiállítás", Aula Galéria, Debrecen „Részletek… – a Detvay-Hangyál fotográfiai gyűjtemény", Vízivárosi Galéria, Budapest „Megapixel, Digitális Alkotások Országos Tárlata", FUGA Budapesti Építészeti Központ, Budapest
- 2011 „Áramkör – a MET 10. jubileumi kiállítása", FUGA Budapesti Építészeti Központ, Budapest „12. Spanyolnátha Kertfesztivál", Mail-Art kiállítás, Hernádkak „Lisztérzékenység", Aula Galéria, Debrecen „Város", EME terem, Budapest „Képlánc 1956–2011", Karinthy Szalon, Budapest „Lisztérzékenység", MKISz Kiállítóterem, Budapest „Önök kérték Kertfesztivál", Hernádkak „Jel+Szimbólum… Ikon+Ikonográfia+Ikonosztáz…", Ekszpanzió Nemzetközi Kortárs Művészeti Találkozó, Visegrád Mátyás Király Palota „Áramlás", Galerie Viktoria Quartier, Berlin „Egység és sokféleség", Debreceni Egyetem, Aula Galéria „J. A. 32", Óbudai Műv. Ház, Budapest „Ki géppel száll fölébe", Fővárosi Szabó Ervin Könyvtár, Budapest „TesTTexTTúrák"[14] – Fehér Zoltán, Kecskés Péter, Szotyory László – Bartók 32 Galéria, Budapest
- 2012 „Videospace retrospektív", Videospace, Budapest „Polaroid 65, Esztergomi Fotóbiennálé", Magyar Fotográfiai Múzeum, Kecskemét „A ló meghal, a madarak kirepülnek…", Válogatás a MET archívumából, Karinthy Szalon, Budapest „62", Bazaar Klub, Budapest „Idézet", Magyar Írószövetség, Budapest „Polaroid", Vármúzeum, Esztergom „51", EME Kiállítóterem, Budapest „Polaroid 65", Kolta Galéria, Budapest „Matricák 2. – 2012", Próféta Galéria, Budapest „Matricák 3. – 2012", MTA, Budapest
- 2013 „Art Market", Millenáris, Budapest „Astrology and Arts", Místo Galerie, Brno, Csehország „Körtánc", Vízivárosi Galéria, Budapest „Hangszínhely", Arany János Közösségi Ház, Gyál „pÉn-Tek 13", Teátrum Pincehely Galéria, Miskolc „16. Önök kérték kertfesztivál", Hernádkak
- 2014 „Művészet és asztrológia", Magyar Műhely Galéria, Budapest „Megapixel, 2014, Digitális Alkotások Országos Tárlata", MÜSZI, Budapest „Spanyolnátha Mail Art Biennálé", Miskolci Galéria, Miskolc „Áramkör 2.", A22 Galéria, Budapest „Ekszpanzió 25+1", MűvészetMalom, Szentendre „14. Légyott BA+BÁNK", Színészmúzeum, Miskolc „FétisTabuEreklye", Vajda Lajos Stúdió Pinceműhely, Szentendre „Analógiák és differenciák", Balassi Intézet, Kairó, Egyiptom „MET-stand", Art Market, Millenáris, Budapest „NKA Művészeti ösztöndíjasok kiállítása", Várkert Bazár, Budapest „Mozaik", MET Galéria, Budapest „MMG 10", Magyar Műhely Galéria, Budapest
- 2015 „JA32 – Fényes és sötét", FSzEK Könyvtár, Budapest „Analógiák és differenciák – képpárok", MET Galéria, Budapest „Promenád 2015", MÜSZI, Budapest „Több fény!", Új Budapest Galéria, Bálna, Budapest „15. Légyott – Bartók plusz fordulta", Teátrum Pincehely Galéria, Miskolc „Thermo konferencia", Budapest „Áramkör 3.", Gogol 9 Galéria, Budapest „Mozaik", Belvárosi Kamara Galéria, Szeged „Fényérzékenység", B'32 Galéria, Budapest „Digitális Agóra",[15] Babits Mihály Kulturális Központ, Szekszárd „Áramkör 4.", Széphárom Közösségi Tér, Budapest „Art Market", Millenáris, Budapest „Áthatások 4.", MET Galéria, Budapest „Téli tárlat – Fényforrások", MET Galéria, Budapest „Halárusok", Magyar Műhely Galéria
- 2016 „Rögtön(zött) portrék", K11, Budapest „GIF", MAMŰ Galéria, Budapest „Szamár, kecske, paripa, nemzetközi küldeményművészeti kiállítás", N. D. Műv. Ház, Berettyóújfalu „Allegro", HMKT, Veszprém „Pályamódosítás", Ferencesek utcája, Pécs „16. Légyott – Bartók + Sz. Préda", Herman Ottó Múzeum, Miskolc „Természetművészet – Kiterjesztett valóság – Tíz éves a Nemzetközi Velencei-tavi Symposion", MODEM, Debrecen „Mikrokozmosz – Hommage á Bartók Béla", Vízivárosi Galéria, Budapest „Megbékélés", Szél Galéria, Budapest „Art Market", MET-stand, Millenáris, Budapest „56 mozaik", MET Galéria, Budapest „Memento 1956", Idősek Parkja, Budapest „Áramkör 5. A Magyar Elektrográfiai Társaság 15 éves jubileumi tárlata", Próféta Galéria, Budapest „Revue, 6. Nemzetközi Spanyolnátha Küldeményművészeti Biennálé", Hernádkak „Téli tárlat, Napforduló", MET Galéria, Budapest „Műgyűjtők szilvesztere", Erlin Galéria, Budapest „TeszTTesTTúrák – Elszáll a lélek?"[16] – El Kazovszkij, Fehér Zoltán, Kecskés Péter, Szotyory László – Fészek Galéria, Budapest
- 2017 „25 év Symposion", Műcsarnok, Budapest „Matricák 2017 – digitális alternatívák miniben, szabad kategória", B32 Galéria, Budapest „'56-ról szabadon…", MET Galéria, Budapest „Fókuszváltás", MET Galéria, Budapest „Hajlék…", Pannonhalmi Apátsági Múzeum és Galéria „17. Légyott – 95 szín-tézis", Herman Ottó Múzeum Thália-ház, Miskolc „24. Önök kérték Spanyolnátha kertfesztivál", Hernádkak „Megbékélés", MET Galéria, Budapest „Luther kincse: hálózat", Hernádkak „Luther kincse: hálózat", Avasi Református Templom harangtorony, Miskolc „Kortárs 60", Magyar Írószövetség, Budapest „Fényforrások", Galerie d'Olivier Bonnin, Párizs „Folyófények", MET Galéria, Budapest „A hiba esztétikája", Kaposvári Egyetem Rippl-Rónai Művészeti Kar, K. B. Galéria, Kaposvár „Matricák 2012 díjazottjainak kiállítása", VárMező Galéria, Budapest „PX", MAMŰ Galéria, Budapest „Téli tárlat – Geminidák", MET Galéria, Budapest
- 2018 „Polaroid 70 Present Perfect", Patyolat/Próbaüzem, Budapest „Tartsd a vonalat!… 2.", MET Galéria, Budapest „Fényes és sötét", Eötvös 10 Közösségi és Kulturális Színtér, Budapest „Dóra Attila és Sebők György magángyűjtemény", byArt Gallery, Budapest „18. Légyott", Színészmúzeum – Thália Ház, Miskolc „Pixelart Budapest", Vision Tower Gallery, Szöul, Dél-Korea „Analógiák és differenciák – Képpárok", Eötvös10 Közösségi és Kulturális Színtér, Budapest „Megbékélés", BAMEM, Szigetvár „Digitális Agóra", Művészetek Háza, Szekszárd „Genezis, a negyedik nap: a csillagok és bolygók teremtése", az Ars Sacra fesztivál keretében, Szent István Bazilika, Lovagterem, Budapest „Art Market", Millenáris, Budapest „Digitális Agóra II. – Fényetűdök", Eötvös10 Közösségi és Kulturális Színtér Pincegalériája, Budapest „Tribuna Graphic 2018", Muzeul de Arta, Cluj-Napoca, Kolozsvár „Make No Mistake", FUGA, Budapest „Metamorfózis 1.", Próféta Galéria, Budapest „7. Nemzetközi Spanyolnátha Küldeményművészeti Biennálé", Hernádkak „Fénytér, téli tárlat", MET Galéria, Budapest
- 2019 „Digital Art Budapest", The Box Gallery, Athén „Ki géppel száll fölébe – Hommage à Radnóti Miklós", Eötvös 10 Közösségi és Kulturális Színtér, Budapest „Inspirációk a jövőből – Bauhaus reflexiók", Mária Magdolna Torony, Budapest „19. Légyott – Légy itt, Léda ott – Ady közelebb", Herman Ottó Múzeum Thália Ház, Miskolc „4 Global Print 2019", Alijó, Portugália „A magyar elektrográfia rövid története", MET Galéria, Budapest „10 éves a FUGA – aukciós kiállítás", FUGA, Budapest „Art Market", MET és MMG stand, Millenáris, Budapest „Ekszpanzió XXXI+3", Rondella Galéria, Esztergom „'56-ról szabadon 2.", Magyar Nagykövetség, Oslo, Norvégia „Inspirációk a jövőből 2. – Bauhaus reflexiók", RIPPL Galéria, Kaposvár „VIII. művészet Esztergomért kiállítás", Rondella Galéria, Esztergom „Téli tárlat – HOLDprogram", MET Galéria, Budapest
- 2020 „Egon Schiele – válogatás a VII. Nemzetközi Spanyolnátha Küldeményművészeti Biennálé anyagából", Színészmúzeum, Thália-ház, Miskolc „Szürke fehér fekete", BBB Artspace Galéria, Budapest „Szüreti szelekció", B1 Galéria, Budapest „HOLDprogram", Dési Huber István Műv. Ház, Budapest „Képírás aukciós kiállítás", Próféta Galéria, Budapest „Szellemek éneke a vizek felett", Vármező Galéria, Budapest „Otthonosan – otthon (nem) art: a MET virtuális kiállítása"[17] „Munkácsy és Csontváry nyomában", a Klikk Art Centrum online kiállítása „White Nights" online kiállítás a Majdanart Galéria (Szerbia) szervezésében „20. Légyott: Szabó plusz Bartók", Színészmúzeum, Thális-ház, Miskolc „X. Douro Biennálé", Douro, Portugália „KAS Gyűjtemény – válogatás 30 év műtárgyaiból", KAS Galéria, Budapest „Art Market", Millenáris, Budapest „Digitális Agóra 2018 díjazott művészeinek kiállítása+, MKISz Galéria, Budapest „Áramkör", Vigadó Kultúrális Közponr, Szigetvár „Szellemek éneke a vizek felett", Nemzeti Közszolgálati Egyetem, Baja „Téli tárlat 1.", Eötvös 10 Közösségi Kulturális Színtér, Aula, Budapest "Téli tárlat 2., Mozaik II.", FUGA, Budapest
- 2021 „J. A. 32 – Fényes és sötét", Dési Huber Művelődési Ház, Budapest „21. Légyott – Bartók plusz Pilinszky plusz Én", Miskolci Színészmúzeum – Thália-ház, Miskolc „Szellemek éneke a vizek felett", ZM&G Zámbó Műterem Galéria, Csopak „Ars Sacra – válogatás a K. A. S. Galéria Gyűjteményéből", K. A. S. Galéria, Budapest „Digitális Agóra 2021, III. Nemzetközi Digitális Triennálé", Művészetek Háza, Szekszárd „Meta-médiumok a képzőművészetben", MET Galéria, Budapest „Infernális bűnök – Dante körei", Kispont Galéria, Budapest Art Market, MET stand – Bálna, Budapest „'56-ról szabadon", Rácalmási Művelődési Ház és Könyvtár, Rácalmás „Ki géppel száll fölébe… – Hommage à Radnóti Miklós", Őrmezei Közösségi Ház, Budapest „MET Genezis", BBBKultPont, Budapest
- 2022 „Áramszüret 20 – léptékváltás, a MET 20 éves jubileumi kiállítása", FUGA, Budapest „Senza frontiere, senza barriere", Villa Benzi Zecchini, Careanodi San Marco, Olaszország „Kor-szak-társak – válogatás a BOLT Fotógaléria Gyűjteményéből (Detvay-Hangyál)", Art9 Galéria, Budapest „Antropocén" (Az Eleven Tavasz rendezvénysorozat keretében), MET Galéria, Budapest „Pillangóhatás", B'32 Trezor Galéria, Budapest „22. Légyott, Tompa plusz Garay", Thália Ház, Színész Múzeum, Miskolc „Új szakralitás 2.", Mária Magdolna torony, Budapest Art Market, MET-stand, Bálna, Budapest „Vizuális Expanziók, a Képírás kiállítása", MET Galéria, Budapest
- 2023 „Ma-holnap, Mail Art kiállítás", MET Galéria „Neumann 120", Babits Mihály Kulturális Központ, Szekszárd „Collab", Magdolna Udvar Művészeti Galéria, Budapest „Kereső jelenlét, fotóalapú művek a K. A. S.  gyűjteményben", K. A. S. Galéria, Budapest „IX. Spanyolnátha Nemzetközi Küldeményművészeti Biennálé", Thália Ház, Miskolc „Innováció a rajz és grafika művészetben", FUGA, Budapest „Hommage á Neumann", A22 Galéria, Budapest „BABAR fesztivál", Somogybabod „Without Borders", Spazio Tiziano Zalli, Lodi, Olaszország „Neumann 120", Kepes Intézet, Eger „O.R.I.E.N.T.", Muzeul de Arta Cluj-Napoca, Palatul Bánffy, Románia Art Market, MET-stand, Bálna, Budapest „Válogatás a Hommage à Neumann vándorkiállítás műveiből", Szent-Györgyi Albert Agora, Szeged „O.R.I.E.N.T.", Muzeul De Arta Comparata Din Sangeorz-Bai „'20th AAMA International Art Exhibition", Khan Bank Gallery, Ulanbator, Mongolia Gansi AAma International Art Center, Jiaxing, Kína „Neumann 120 Hommage kiállítás", AGORA Művelődési és Sportház, Szombathely jégKOCKAjáték, MET Galéria, Budapest
- 2024 „Pávai-Vajna 60”, Berekfürdő „Neumann 120”, FUGA, Budapest „Re_pertoire, X. Spanyolnátha Nemzetközi Küldeményművészeti Biennále”, Thália-ház, Miskolc „Neumann 120”, Rippl Galéria, Kaposvár „Tompa plusz Herman Ottóné”, Thália-ház, Miskolc „Metaxis Identity", Lumiere Hall, Budapest, XXXV. Ekszpanzió, Madách Imre Művelődési Központ, Vác „Tompa Piknik; R_epertoire” – válogatás a X. Nemzetközi Spanyolnátha Küldeményművészeti Biennálé anyagából „Vidám Páva", Hernádkak „A látás öröme", BAB Galéria, Budapest „Fény-törések, fényművészeti kiállítás", Szentendrei Régi Művésztelep, Szentendre
- 2025 „Szín-fónia" – a MET téli tárlata, MKISz Kiállítóterem, Budapest; Neumann 120, Vértes Agórája, Tatabánya • „Symbiosis, 4. Nemzetközi Digitális Művészeti Triennálé" – Qiantang Bay Art Museum, Hangzhou, Kína; RGB and White, Mosaico Fine Art Studio, Atén, Görögország „AAmA" – Fundacio Engenheiro Antonio Pascal, Aveiro, Portugália „25. Légyott – Tompa + Jókai + Lévay", Thália Ház, Színészmúzeum, Miskolc „AAmA 2025", Museo Municipal, Azambuja, Portugália • „AAmA 2025", Municipal Art Gallery of Piraeus, Pireusz, Görögország • „11=1011", A Magyar Elektrográfiai Társaság alkotóinak munkássága 2000-től napjainking, MET Galéria, Budapest

## Videográfia
- 1992 Istenhegy, Balázs Béla Stúdió
- 2009 Elgabal Narkyssos (kétcsatornás videó)
- 2009–2018 Kymos (több változatban)
- 2010 NEMTEIS
- 2015 Procession
- 2016 Precession
- 2017 Caged
- 2018 Apeiron Architects of Dusk versus the Envoys of Light
- 2019 Ecstatic Enstasis I Szinasztria
- 2020 Putrefactio Expandable Infinity A princípiumok közelében
- 2021 LightWater/WaterLight Ozirisz prófétája
- 2022 Arkhai GyökérJelek/JelGyökerek Apophatic Disfigurement
- 2023 Tükör által… Vertical 5.0 Through the Looking Glass, Abstract Crystal Version Photismos Hermetic Museum

## Önálló kötetei
- 2000 An-Nur – versek (TeKiKaGyü, ISBN 963003476X)
- 2003 Mullah Könyve – a Joined to an Angel c. United Gods CD mellékleteként (magánkiadás)
- 2008 Csillagbölcselet – asztrológiai esszék, KAPU Könyvek (Magyar a magyarért Alapítvány, ISBN 9789638785411)
- 2017 Fénypillérek – válogatott versek, MERSZ Könyvek 2. (BadaDada Alapítvány, ISBN 2012231434132)
- 2020 Felfénylések[18] – versek, MERSZ Könyvek 12. (BadaDada Alapítvány, ISBN 9786158118972)

### Kecskés Péter írásai
- 1991 Kelet ’91 fesztivál – műsorfüzet (interjú), Debrecen
- 1992 Istenhegy, Pendragon 1., Debrecen Mű-tervek, Epigonozó 2., 4., 6. szám, 1992–1993.
- 1993 Mű-vész-E.T., Pendragon 2–3., Debrecen Doku-menta I-X., Pendragon 4. Debrecen Ki ijesztett létté – hozzászólás a posztmodern-vitához, Szellemkép, 1993/1. szám
- 1994 Tradíció és reprezentáció, Pendragon 5. Debrecen Szaturnusz arcai; Celesztikon; Attar-fordítások és fotográfiák, Pendragon 6–7., Debrecen
- 1995 Epignosztikus szolipszizmus – alanyi elvalósítás (az installációról készült fotókkal), Pendragon 8. Debrecen Lucifer ontogenezise, Laza Lapok (1995) Louise Lawler munkáiról, Szellemkép, 1995/1-2. szám
- 1996 Én vagy kettős te-ben – I.R.W.I.N.–I.N.R.I.W.–I.R.N.I.W., Kapu, 1996/3. szám, Bp. Fotómunkák, Kapu, 1996/8. szám, Bp. A kettős te-be/n/ éli Jahu én-nyerés be-íródása, Kapu, 1996/12. szám, Bp. Kiazos és Heterarchia, Kapu, 1996/11. szám, Bp. Ksirat et Viriditas, Kapu, 1996/6–7. szám, Bp. Par et Impar – Fehér Zoltán megnyitóján, Kapu, 1996/2. szám, Bp. Happening / for mace, Wanted Sziget-különszám Fotográfiák, Kapu, 1996/4. szám, Bp. Testöltő – beszélgetés Kovács Istvánnal, Jump, 1996. őszi szám
- 1997 Lucifer ontogenezise az Ember tragédiájában, Kapu, 1997/8. szám, Bp. És miért háború, hol művész E. T.-e – Andy Warhol munkáiról, Kapu, 1997/1. szám, Bp. „Sic itur ad gloria mundi”, Kapu, 1997/5. szám, Bp. A khóra eokónja, Kapu, 1997/2. szám, Bp. Hajazok Erdélyre; Liber El-Al-Él; Hétvégi szél; Az égetett trónus ekenyoma, Kapu, 1997/10. szám, Bp. Nyílt arcú kéregmaszk, letakart sorsú térítő – beszélgetés Szécsi Andrással, Kapu, 1997/12. szám, Bp. Coil-Eidolon, Kapu, 1997/4. szám, Bp. Alkímia és hermetikus hagyomány – beszélgetés Stanislas Klossowski de Rolával, Kapu, 1997/9. szám, Bp. Harpokrátész kesztyűje, Kapu, 1997/3. szám, Bp. Aleister Crowley-fordítások, Túlvilág 11. szám, Bp. Dzokcsen és Tantra, Túlvilág 10. szám, Bp. Epignózis; HIDES the Strange Fish (PTV DV8S), Kapu, 1997/6–7. szám, Bp. Párbeszéd; Hamvas Béla és a képzőművészet (katalógus) – kép és szöveg, Szentendrei Képtár
- 1998 Fejkezdetbenatyavégteremtetttűzalapházember, Kapu, 1998/1. szám, Bp. +-őrző jelek – megjegyzések Tölg-Molnár Zoltán képéhez, Kapu, 1998/9. szám, Bp. NEMTEIS artwork, Kapu, 1998/4. szám, Bp. Elleplezett (f)eltámadás, Kapu, 1998/6–7. szám, Bp. A Pneumatikus Lunaritás Szimbolológiája, Kapu, 1998/3. szám, Bp. Lelle „Ellel”, Előfutár I. évf./1. szám E neve L – ne vele – eleven – nevel-e, Kapu, 1998/5. szám, Bp Versek, Kapu, 1998/11–12. szám, Bp. for D. J.; M. F. O. 7703405, Kapu, 1999/8. szám, Bp. Sem-mi-be-vét-el, Kapu, 1998/2. szám, Bp.
- 1999 Versek, Kapu, 1999/10. szám, Bp. Szürkemágia – beszélgetés Bakos Józseffel, anarcho-szkeptiko-hermetikus portál-cipriosz-filozófussal, P. F., 1999. októberi szám Versek, Kapu, 1999/5. szám, Bp. Versek, Kapu, 1999/11–12. szám, Bp. Feltisztított, hámozott kárhozat…, Kapu, 1999/1. szám, Bp. Tarisk; F. C. és más versek, Kapu, 1999/3. szám, Bp. bekóserolta szennyes…, Kapu, 1999/2. szám, Bp.
- 2000. „Elvalósítás” és egyéb versek, Kapu, 2000/1. szám, Bp. Versek, Kapu 2000/2. szám, Bp. Poiézis, Kapu, 2000/3. szám, Bp. Álomleirat, Celesztikon/ok 1995 – fotók, Art Limes Álom-szám, Tatabánya
- 2002 Megnyitás – installáció-fotók, Art Limes Tükör-szám, Tatabánya
- 2003 Tükör által homályosan, Ökotáj, 31–32. szám A pneumatikus lunaritás, Aranyhegy I. évf./3. szám
- 2004 Porrizs-teremtés, Magna I. évf./1. szám Polaroidok Novotny Tihamér: Szétguruló üveggolyókban c. kötetében, VLS 2004.
- 2005 Coil feltekeredő égboltozat – in memoriam John Balance és Coil-interjú, Magna II. évf./2. szám
- 2006 Beszélgetés Bódy Gábor halálának tizedik évfordulóján Cserhalmi Györggyel, Fogarasi Istvánnal és Csaplár Vilmossal, filmkultura.hu
- 2007 TG Kremsben, filmkultura.hu A „Világ Képlete”, Kapu, 2007/10. szám, Bp. Asztrodivináció, Kapu 2007/11–12. szám, Bp. Tűzijáték halottakkal, asztrologus.hu
- 2008 Nicholas Flamel alkímisztikus képletei, Kapu, 2008/1. szám, Bp. EonAeonAión, Kapu, 2008/2. szám, Bp. A pólus szimbolizmusa, Kapu, 2008/3. szám, Bp. Achtung China!, Kapu, 2008/5. szám, Bp. A bolygók tanácskozása, Kapu 2008/6–7. szám, Bp. Apokalipszisművészet; Kozmosz és lélek – Richard Tarnas könyvéről (23 fotó/installáció/print), Ökotáj 39–40. szám Mégse Légyott nyolcadik utas a nethalál – vers és fotó, Miskolc, 2008. Mailart visszatekintés, spanyolnatha.hu Laibach-felvezető és interjú – saját performance-fotókkal, spanyolnatha.hu
- 2009 Haragos Apokalipszis, Filmvilág, 2009. novemberi szám Az asztrológiai oikosz, Ökotáj, 2009. 41–42. szám Légyott B.artók és B.écs válságtanácskozása – vers és fotó, a Miskolci Nemzetközi Operafesztivál kísérőrendezvényének katalógusa Uranographia – szöveg és kép-sorozat, spanyolnatha.hu Az asztrális oikosz, Ökotáj, 2009. 41–42. szám Haragos apokalipszis, Filmvilág, 2009. novemberi szám Fixált metafizika; Néró fest – Anselm Kiefer művészetéről, Műút, 55. évf. 18. szám
- 2010 Föld, Szél és Tűz, Új Művészet, 2010. májusi szám Matricák 2010, Szintézis 3. – megnyitószöveg, Artforum 2010–2011
- 2011 Metapixel, Új Művészet, 2011. márciusi szám Trier Birodalma, Kapu, 2011/3. szám, Bp. Nemteis, Kapu, 2011/4. szám, Bp. El-Ő-Hív-Ás, Kapu, 2011/5. szám, Bp. Útvesztőben, Kapu, 2011/6. szám, Bp. Bartók+Verdi – vers és elektrográfia, Miskolci Nemzetközi Operafesztivál Légyott Transzcendens áramlás, Kapu, 2011/7–8. szám, Bp. Segítsd a Fény felemelkedését…, Kapu, 2011/9. szám, Bp. Henry Corbin és a kognitív imagináció, Kapu 2011/11–12. szám, Bp.
- 2012 Belső misszió, Kapu, 2012/4. szám, Bp. A bolygók barátságáról és ellenségességéről, Kapu, 2012/5. szám, Bp. „Cosmograms" in „The Iconology of Law and Order (Legal and Cosmic)" – szöveg és kép – szerk.: Anna Kérchy, Attila Kiss, György E. Szőnyi, Jate Press Tiszteletadás a végidők eljövetelekor – a hetvenéves László András köszöntése, AKTÉMOSYNÉ, 2012 Duplex XX Divináció, kepiras.com Divináció és divinizáció, Kapu 2012/9–10. szám, Bp. Seyyed Hossein Nasr és a perenniális filozófia, Kapu, 2012/11–12. szám, Bp.
- 2013 „A ló meghal… ", Kapu, 2013/1. szám, Bp. A planetáris jógák természetéről, Kapu, 2013/2. szám, Bp. Mulla Szadra transzcendens bölcselete, Kapu, 2013/3. szám, Bp. A sziderikus, tropikus és konstellacionális zodiákusokról, Kapu 2013/7–8. szám, Bp. "albanegra" és "Versek AMOS Könyvéből" – Celesztikon-Térkép, Napút, 2013/6. szám Henry Corbin és a kognitív imagináció, Káva Téka, Napút-füzetek 76. szám Sárkánykötél és kígyótojás, Kapu 2013/10. szám, Bp. ARTPOOL, The Experimental Art Archive of East-Central Europe (History of an active archive for producing, networking, curating, and researching art since 1970 – szerk.: György Galántai, Júlia Klaniczay, Artpool, Budapest A fényember metafizikája – H. Corbin és a kognitív imagináció – ed.: István Cselényi és Bulcsú K. Hoppál: A Magyarországi Aquinói Szent Tamás Társaság Közleményei, II., Budapest Az imaginális formái, Kapu, 2013/11–12. szám, Bp.
- 2014 Mennyei Mágia, Kapu, 2014/6–7., Bp. Fényember, Képírás, 2014. augusztusi szám és kepiras.com Az asztrológiai hagyomány és Baktay asztrológiája – Az indológus indián, Baktay Ervin emlékezete – szerk.: Kelényi Béla, Hopp Ferenc Kelet-ázsiai Művészeti Múzeum Az igazság jegyében akarok tevékenykedni – interjú László Andrással, Kapu, 2014/11-12. szám, Bp.
- 2015 Azonos Egyenlítő – más zodiákus, Kapu, 2015/1., Bp. Pixeleken innen és túl, Kapu 2015/3. szám, Bp. Pixeleken innen és túl, Mega-pixel 2014 (katalógus, 2015) „Sikeres asztrológiai előrejelzések" és „Mullah-töredékek", Kapu 2015/10. szám, Bp. Bátai-Szombathy-Wrobel – Jubilálók a MET Galériában, spanyolnatha.hu Henry Corbin és a mundus imaginalis – I. rész, Kapu 2015/11–12. szám, Bp.
- 2016 Henry Corbin és a mundus imaginalis II. rész, Kapu 2016/1. szám, Bp. Henry Corbin és a mundus imaginalis – III. rész, Kapu 2016/2. szám, Bp. Szamár, kecske, paripa, spanyolnatha.hu Petőcz András képei elé, spanyolnatha.hu Bizony mondom néktek…, Magyar Műhely 176. szám Időtlen nyomhagyás, Magyar Műhely, 176. szám Neoplatonizmus, imagináció, theurgia – I. rész, Kapu 2016/6–7. szám, Bp. Neoplatonizmus, imagináció, theurgia – II. rész, Kapu 2016/9. szám, Bp. Megbékélés (kiállításmegnyitó), Kapu 2016/11–12. szám, Bp.
- 2017 Az ataraxia felé – Lendvai Péter művei elé, Képírás 2017/2. szám, Bp. A hermetika/alkémia szimbolizációja – I. rész, Kapu, 2017/4. szám, Bp. A hermetika/alkémia szimbolizációja II., Kapu, 2017 05. szám 56 Mozaik – 56-ról szabadon… – megnyitószöveg, MET Galéria, Bp. Kontra-impresszionizmus, Kapu, 2017/6–7. szám, Bp. Contraimpressionism (románul), Tribuna, Augusztus 1–15., Románia Iszlám imaginalizmusok I. rész, Kapu 2017/8. szám, Bp. Iszlám imaginalizmusok II. rész, Kapu 2017/09. szám, Bp. Imaginális emlékezet,[19] Képírás 2017. októberi szám Kovács Gergely beszélgetése Kecskés Péterrel,[20] Képírás 2017. októberi szám Fénypillérek – részletek (versek), Magyar Műhely 181. szám Iszlám imaginalizmusok III. rész, Kapu 2017/10. szám, Bp. Az amerikai nagy napfogyatkozás", Kapu 2017/11–12. szám, Bp.
- 2018 Deifikáció és imagináció, Kapu 2018/4. szám, Bp. A jelhagyás labirintusában, Kapu 2018 5. szám, Bp. Digitális glitch, analóg hibaizmus és stochasztikus technikák munkáimban,[21] 2018 január Megszűrt fények, Kapu, 2018/2. szám, Bp. A hét 3 művésze, online interjú a computerart.hu-n Hegel és a romantikus Einbildungskraft, Kapu, 2018/6–7. szám, Bp. Genezis…, Kapu, 2018/10. szám, Bp. A jelhagyás labirintusában, Art forum, 2017–2018 MET Genezis – A negyedik nap: a csillagok és bolygók teremtése, Art forum, 2017–2018
- 2019 2020 asztrológiája, Kapu, 2019/1–3. szám, Bp. Cheia cântecelor, Teme astrale și alchimice în romanul-colaj „O săptămână de bunătate” de Max Ernst – az írás mellett Kecskés Péter 23 saját képe illusztrálja a lapot, Tribuna 405. szám Divináció, digitális glitch, analóg hibaizmus és stochasztikus technikák munkáimban,[22] képírás,com Jung és az asztrológia, Kapu, 2019/10. online szám Jézus Krisztus horoszkópjai, isteni és emberi inkarnáció – megjegyzések Krisztus nativitásához, Kapu, 2019/12. online szám 3szögelések – Károly-Zöld Gyöngyi, Péter Ágnes és Sándor Edit kiállítása,[23] Új Művészet online, 2019 december Digitális Agóra 5. – Szüret, „3szögelések" (részlet), MET évkönyv
- 2020 Szinasztria, Kecskés Péter és Jakab Krisztián performansz-dokumentációja, Magyar Műhely 191. Két vers és három kép a „Caged" c. videóból a MET virtuális kiállításán Solaris szfinx (kép), Spanyolnátha 2020/2. szám 3szögelések – Károly-Zöld Gyöngyi, Péter Ágnes, Sándor Edit kiállítása a MET Galériában, Art forum, 2019–2020 OziriszNigredo,[24] adrot.hu Szüreti szelekció – a MET kiállítása a B1 Galériában, Art forum, 2019–2020
- 2021 Poligonális imagináció – Varga Bertalan festészetéről, Balkon, 2021/5. szám Új versek, Magyar Műhely 198. szám Repászki 140 – a Repászki-ikrek köszöntése, spanyolnatha.hu
- 2022 Infernális bűnök, Dante körei, MERSZ könyvek 17. szám A sziderikus, tropikus és konstellációs zodiákusok felosztásáról. A princípiumok közelében – interjú László Andrással, layakriya.hu A természet rejtett arcának feltárása – Stark István kiállításmegnyitója, kepiras.com Opera dada – Dada-opera – Ovidiu Petca munkáiról, Atelier, 2022/1. szám Az igazság jegyében akarok tevékenykedni – interjú László Andrással, „A szolipszizmus igazsága – a nyolcvanéves László András köszöntése" c. kötetben – szerk.: Horváth Róbert és Laki Zoltán, AKTÉMOSYNÉ Kabbala, imagináció és fénytermészet – „A szolipszizmus igazsága – a nyolcvanéves László András köszöntése" c. kötetben – szerk.: Horváth Róbert és Laki Zoltán, AKTÉMOSYNÉ
- 2023 Absztrakció, religio, tradíció, imagináció, Magyar Hüperión, 30. szám, 2023. ősz–tél Astral and Hermetic Symbolism in Béla Hamvas' Tabula Smaragdina, „Astrology and Western Society from the First World War to Covid-19in" c. kötetben – szerk.: William Burns, Palgrave Macmillan Lichtkunst–Kunstlicht – fényművészeti vonatkozások művészetemben,[25] Képírás, 2023/6. szám Apofatikus absztrakció, avantgárd, akciófestészet, Layakriya II. szám Találkozás,[26] Spanyolnátha XX. évf. 103. szám. 2023/3. szám Érrezgés/Muscular Vibe (vers), in: Stark István: Szem-szer-elme
- 2024 16 kép a Photismos, Putrefactio és LightWater/WaterLight c. sorozatból, Opus 88., 2024/1. MET-katalógus, 2024 Versek és képek, Litera-Túra Művészeti Magazin, május, június, augusztus Egy barátság alkalmai – Rőczei Gyurira emlékezve, Magyar Műhely, 208. szám Ismeretlen verslábak – Petőcz András kiállítása, Magyar Műhely, 208. szám Más tészta – 30 éves a Gyermelyi Művésztelep (Szerk.: Stark István) Versek és képek, Litera-Túra Művészeti Magazin, november Érrezgés (vers), Spanyolnátha (spanyolnatha.hu), 2024/3.
- 2025 Versek és képek, Litera-Túra Művészeti Magazin, január • Én vagyunk a kettős Te-ben – Laibach, IRWIN, Neue Slowenische Kunst, Képírás, 2025/2. szám • Petőcz-variáció – vers és kép, Litera-Túra Művészeti Magazin, március • Symbiosis, 4. Nemzetközi Digitális Művészeti Triennálé, katalógus • Irányok és arányok – Kántor József képeiról, Képírás, 2025/5. szám • Versek és képek, Artemisia, 2025. július

### Írások Kecskés Péterről
- 1993 Celesztikon – Bakos József 1992-es Liget Galériabeli megnyitószövege, Szellemkép 1993/2. szám
- 1994 Pataki Gábor: Kortársak Keleten, Nyugaton, Új Művészet, 1994/7–8. szám
- 1995 EIKE: Ne térj le az útról! (német nyelven) – az Újlak-beli kiállításról, Pester Loyd 1995. júniusi szám Jászberényi József: Kicsit közelebb a hallgatáshoz… – interjú Kecskés Péterrel, Pendragon 8. szám Jászberényi József katalógusszövege az 1995-ös Bolt Galériában rendezett önálló kiállításhoz
- 1997 Actus: Celesticon – Kelényi Béla megnyitószövege, Új Művészet 1997/6–8. szám
- 1998 Kósa Gábor katalógusszövege az 1998-as Bolt Galériában rendezett önálló kiállításhoz (angol és francia fordítással)
- 1999 Kelényi Béla: Eikón VAGY ikon? – a Magyar Fotográfusok Házában rendezett önálló kiállításról, Balkon 1999/7–8.
- 2000 Tatai Erzsébet szócikke a Kortárs Magyar Művészeti Lexikonban, Enciklopédia Kiadó Andrási Gábor írása a Zemplémi Napok programajánlójában, 2000. június Dárdai Zsuzsa: Művészet, bolygóállás, napfogyatkozás – interjúrészletekkel a Totalis Solis Defectio c. kiállításról, Árnyékkötők 26. szám Barna Róbert cikke a Black-Black Galériabeli kiállításról, Balkon 2000/6. szám Az irányok keresztje – Adrian Snodgrass tanulmányrészlete a Black-Black Galériabeli kiállításról (német fordítással együtt), Gyűjtők és gyűjtemények 2000/4. szám és 2001/5. szám Antal István: Annyira jó pozitívnak lenni – szerk.: Novotny Tihamér és Wehner Tibor, Szentendrei Vajda Lajos Stúdió
- 2001 Kincses Károly, Csizek Gabriella és Török András írása a Magyar tekintet c. katalógus-kötetben – magyarul és franciául
- 2002 Atomista megváltás – Farkas Attila Márton megnyitószövege az Óbudai Pincegalériában rendezett kiállításhoz, Balkon 2002/5. szám Megnyitó/1 – Kelényi Béla szövege a Szemtől szemig: akkor c. kiállításhoz, „Tükör-szám”, Art Limes 2002/3. szám Dóra Attila megnyitószövege a „ESSENTIA EXALTATA" c. kiállításhoz[27]
- 2003 Körmondattöredékek – Novotny Tihamér megnyitószövege a Chaos Veterum c. kiállításhoz, Műértő 2003. februári szám, illetve Új forrás 2003. májusi szám
- 2004 Kecskés Péter művészetéről és polaroidjairól, „Szétguruló üveggolyókban”, Vajda Lajos Stúdió Deák Attila: Mítoszfoszlatók kiállítása – Testi mesék és a Vak vetés, Újbuda folyóirat 2004. február 4-i szám Test-teszt-túrák – H. M. írása, M. 2004. májusi szám A szem tekintetében – Rényi András megnyitószövege a TesTTeszTTúrák (Fehér Zoltán, El Kazovszkij, Kecskés Péter) c. kiállítás katalógusában Mestyán Ádám: In Omne Tempus (angolul és franciául) – a Contemporary Hungarian Photography c. albumban, Bolt Galéria
- 2005 Andrási Gábor ajánlója a Coniunctio c. kiállításhoz, Pesti Műsor 2005/3. szám Fény-képek – prolongált sírba tétel (Kecskés Péter munkáiról) – Bárdosi József, az Óbudai Társaskörben rendezett kiállítás megnyitószövege, aminek rövidített változata a Magyar Műhely 135. számában, teljes változata a Magna 4. számában, illetve a „Kortársak a templomban” c. kötetben (Orpheusz, 2010) jelent meg. Paksi Endre Lehel a Coniunctio és a Caput Mortuum c. kiállításról, Magna 4. szám, 2005–2006, tél Halálesztétika – Kecskés Péter kiállítása elé – Barna Róbert megnyitószövege a K.A.S. Galériában rendezett kiállításhoz, Magna 4. szám, 2005–2006, tél
- 2006 Kecskés Péter fotókiállítása – Simonfalvi Anita cikke, Veszprémi Est 2006/8. szám A megnyíló kép – Mestyán Ádám megnyitószövege, Balkon 2006/6. szám Szeifert Judit: Pixelvilág, Élet és Irodalom L./33. szám József Attila – „Fényes és sötét” – Haász Ágnes írása a Pand Paulus Galéria kiállítási katalógusában, 2006. november
- 2007 Paksi Endre Lehel megnyitószövege az Exindexen (web), 2007. február Alfapegasi kiállításajánlója, Pesti Est 2007/7. szám Dömötörfi János: Művészet más szemmel, a Buddhista Főiskola lapja, 2007/1. szám •
- 2008 Szakolczay Lajos: Fény és sötét – a Magyar Elektrográfiai Társaság kiállítása a Ferencvárosi Pincegalériában, spanyolnatha.hu Szombathy Bálint: Egyetlen nap, semmivel több, Magyar Műhely, 146. szám Ébli Gábor: Műgyűjtés, múzeum, mecenatúra, Corvina Kiadó Farkas Atilla Márton könyvajánlója a Csillagbölcselet c. kötetről a Tan Kapuja Buddhista Egyház 41. Tájékoztatójában (2008. ősz) Galambos Tamás: Szimbolikus kulcsok – a Csillagbölcselet c. kötetről, Magyar Demokrata, XII. évf. 49. szám
- 2009 Paksi Endre Lehel: Ég és személy – az Uranographia (KAS Galéria) és az Elgabal/Narkissos (Videospace) c. kiállításokról, Műértő 2009. februári szám Tatai Erzsébet: Sol Invictus – Győzedelmes Nap, Új Művészet 2009. áprilisi szám Hock Bea: Péter Kecskés (spanyolul), Exit Express 42. szám Mestyán Ádám: Kecskés Péter műveiről – az Uranographia c. kiállításról, Spanyolnátha, 2009. őszi szám Galambos Tamás recenziója a Csillagbölcselet c. kötetről, Ökotáj 2009. 41–42. szám Paksi Endre Lehel: Öngóla, az Arc-kép, éngond c. kiállítás katalógusa
- 2010 Kelényi Béla: Actus: Celesticon, Kortársak a templomban – szerk.: Bárdosi József, Orpheusz Nyakas Ilona írása az Art Fanatics – Kortárs magángyűjtemények c. kiállítás katalógusában Bordács Andrea: Tíz a hatodikon, Artforum, 2010–2011 Dupla áramkör – Láng Eszter írása a MET két kiállításáról, spanyolnatha.hu
- 2011 Berkó Pál: Bűnök és bűnhődések,[28] 168 óra online Szombathy Bálint: NEMTEIS-dokumentumok – Kecskés Péter kiállítása, Magyar Műhely 157. szám
- 2012 Szeifert Judit: Zárt áramkörben, Új Művészet, 2012. februári szám Bakos József: Tükör és árnyék, Balkon, 2012/7–8. szám Szombathy Bálint: A magyar elektrográfia rövid története, Képírás László András: Kiállításmegnyitó a fény és árnyék témájához kapcsolódóan, a „Láthatatlan rezgéseim tánca minden – a hetvenéves László András köszöntése” c. kötetben, AKTÉMOSYNÉ, 2012 Csizmadia Alexa: Instant melankólia, Fotóművészet 2012/3. szám és az Esztergomi Fotóbiennále Polaroid-katalógusa Paksi Endre Lehel: Permanens apokalipszis, Új Művészet 2012. novemberi szám United Gods-interjú, Hold IV. szám
- 2013 Láng Eszter: Studia Humanitati, Matricák 2012 (katalógus) Kovács Gergely: Kinetikus narráció; a Matricák című sorozat második kiállítása a Próféta Galériában, Magyar Műhely 163. szám Kovács Gergely: Sic itur ad astra – Kecskés Péter Uranographia című katalógusának bemutatása, Képírás, 2013. augusztusi szám Vass Norbert: Áramba cseppentett léptek – Mozdulat körtánc, a Magyar Elektrográfiai Társaság csoportos kiállítása a Vízivárosi Galériában, Art Forum, 2013–2014
- 2014 Kovács Gergely: Mikor megcsillan a transzcendens – Kecskés Péter Fényember c. kiállításáról, Balkon 2014/6. szám Marcinka Csaba: A fény metafizikája, Élet és Irodalom, LVIII. évf. 35. szám N. N.: Művészet és asztrológia, Magyar Műhely 168. szám
- 2015 Nagy Zopán: Fény-törékeny tevékenységek, Új Művészet, 2015. áprilisi szám DrMáriás: Emlékezés-verseny, Élet és Irodalom LIX. 26. szám Deák Csilla: Fénybe ágyazva; Kölüs Lajos: (Se) éreznem, (Se) látnom, Tiszatáj online 2015. augusztusi szám Salamon Júlia: Fények nyomában, Artmagazin.hu Lantos László (Tricepsz): Csontodiglan – csontomiglan, 25+1 éves az Expanzió fesztivál, Magyar Műhely 172. szám Kovács Gergely: Emlékmás tükörzárványokban – Kecskés Péter „Titkos emlékezet” című kiállításáról, Kortárs 2015/11. szám
- 2016 Haász Ágnes: Előszó, Digitális Agóra, I. Nemzetközi Digitális Triennálé katalógusa Kovács Gergely: Végtelendarabok, ujmuveszet.hu Csehy Zoltán: Az árnyékban a szín, Balkon 2016/2. szám Péter Szabina: 10 év, 10 sziget – a Velencei-tavi Sympozion egy évtizede, Új Művészet, 2016. októberi szám Magén István: Fényérzékenység, ArtForum 2015–2016 Láng Eszter: Festői effektusok az elektrográfiában, ArtForum 2015–2016 Kovács Gergely: Modernizált örökérvényűség, ArtForum 2015–2016 Magén István: Digitális Agóra, ArtForum 2015–2016 N. Mészáros Júlia: Bartók: Mikrokozmosz, ArtForum 2015–2016 Péter Szabina: 10 év, 10 sziget, ArtForum 2015–2016
- 2017 Kovács Gergely: Megmunkált eltérés, Balkon online (2017. március) Szakolczay Lajos: Kortárs 60 – Jubileumi kiállítás a Magyar Írószövetség Klubjában, Magyar Fórum, 2017. szeptember 28. Kovács Gergely: Variációk Kecskés Péter művészetére, Képírás Nagy Zopán írása a „Fénypillérek” című kötetről,[29] Tiszatáj online Szakolczay Lajos: A Matricák 2012 díjazottjainak kiállítása a VárMező Galériában, Magyar Fórum 2017. december 14.
- 2018 Kovács Gergely: Apeiron – Kecskés Péter kiállításáról, Új Művészet online Haász Ágnes: A hiba, mint esély a digitális képzőművészetben,[30] MET online Sarány Orsolya: Megnyílt a kilencedik Tribuna Graphic kiállítás,[31] szabadsag.ro Abafáy-Deák Csilla – Kölüs Lajos: Vizuális forradalom, Új Művészet online Haász Ágnes: Fényes és sötét – József Attila emlékkiállítás, Art forum 2017–2018 Barna Róbert: Fényről álmodók,[32] szalon.arnolfini.hu A hiba esztétikája – a MET csoportos kiállítása, Képírás Láng Eszter: A Bauhaus sugárzó fénye – Inspirációk a jövőből – A Symposion Társaság és a Magyar Elektrográfiai Társaság kiállítása
- 2019 Németh Péter Mikola: E(x)KSZPANZIÓ – Egy készülő experimentális filmsorozat „anasztrófa”-története (összművészet), Kortárs, 2019/7–8. szám Kovács Gergely: Gondolatok Kecskés Péter művészetéről „Archietects of Dusk versus the Envoys of Light” című fotósorozata és videója kapcsán, Fotóművészet 2019/2. szám Kovács Gergely: Az imaginális látásmód tradíciója – rövidebb összefoglalás Kecskés Péter művészetéről, Kortárs 2019/09. szám
- 2020 Kulcsár Géza: Szín-Asztria avagy Péter és Jakab protoevangéliuma; Kecskés Péter és Jakab Krisztián performansz-mementója, Ecstatic Enstasis, Magyar Műhely Galéria, spanyolnatha.hu Kovács Gergely: Ecstatic Enstasis, Magyar Műhely 193. szám Nagy Zopán: Ön-képek, fény-rajzok, ön-tükör felmutatások, tiszatajonline.hu Láng Eszter: A Bauhaus sugárzó fénye,[33] Art forum 2019–2020 Gyenes Zsolt: Inspirációk a jövőből 2., Art forum 2019–2020 Ruzsa Dénes: HOLDprogram, a Magyar Elektrográfiai Társaság Téli Tárlata 2019–2020, Art forum 2019–2020 Dóra Attila: Szellemek éneke a vizek felett – kiállításmegnyitó,[34] adrot.hu Abafáy-Deák Csillag: Önreferenciák és új horizontok, szalon.arnolfini.hu
- 2021 Albert Judit: Fejezetek a magyar elektrográfia történetéből, Képírás Gyenes Zsolt: Elektromédia – a Képírás füzetekről, Képírás Ruzsa Dénes: Szemelvények a Magyar Elektrográfiai Társaság (MET) alkotóinak videóművészetéből,[35] Képírás Szögi Csaba: Katedrális épül a növények lélegzetéből,[36] Magyar Szó Online Kovács Gergely: Kiterjeszthető végtelen,[37] Képírás Abafáy-Deák Csillag és Kölüs Lajos: Digitális Agóra III. Nemzetközi Digitális Művészeti Triennálé,[38] Tiszatájonline.hu
- 2022 Kovács Gergely: Ozirisz prófétája, Magyar Műhely 201. szám Kulcsár Géza: A szamár, a hegy és a fény: auto-profetológia kezdőknek. Gnosztikus meditáció Kecskés Péter és Jakab Krisztián Ozirisz prófétája című kiállításán, Balkon 2022/6. szám Ruzsa Dénes: Vizuális expanziók, Képírás Füzetek Préselj össze, hogy újjászülethessek[39] – Novotny Gergely kiállításajánlója, Prae.hu Molnár Eszter: A jelenlét imaginációja – interjú Kecskés Péterrel,[40] Artportal
- 2023 Kovács Gergely: Vertikális 5.0 – Apophatic Disfigurement,[41] Art Limes Ébli Gábor: Kereső jelenlét, fotóalapú művészet a K. A. S. Gyűjteményében, Fotóművészet 2023/1. szám Nagy Zopán: COLLAB, Fotóművészet, 2023/2. szám Ruzsa Dénes: A világ, mint mediatizált kollázs – a harmadik nemzetközi triennálé – a „Digitális Agóra, III. Nemzetközi Digitális Triennálé" katalógusában Paksi Endre Lehel: Fénykörnyezetek lehetséges esetei,[42] Képírás 2023/11. szám
- 2024 Kondor Attila: Képzelet és megvalósítás – Hamvas Béla művészetfilozófiája, in: Horváth Róbert, Stamler Ábel (szerk.): Az isteni eredet tudata, Hamvas Béla hagyományai; Kovács Gergely: Kecskés Péter Photismos című kiállításáról, Magyar Műhely, 208. szám; Spitzer Noémi Fruzsina: Művészet és tudomány kapcsolata. Hommage à Neumann: a Magyar Elektrográfiai Társaság és a Neumann Társaság kiállításai, Apertúra, 2024. tél
- 2025 „Photismos" – Jakab Krisztián interjúja Kecskés Péterrel, Magyar Műhely, 210. szám; Önképek, fényrajzok, öntükör-felmutatások; COLLAB: Artér és MET; Detvay Jenó, Gábor Enikő, Kecskés Péter: Process, in: Nagy Zopán: Nyitott művek, Napkút Kiadó, 2024 • Kondor Attila: Képzelet és megvalósítás – Hamvas Béla művészetfilozófiája, in: Horváth Róbert, Stamler Ábel (szerk.): Az isteni eredet tudata, Hamvas Béla hagyományai, második kiadás, kepiras.com • Ruzsa Dénes – Spitzer Fruzsina: 11=1011, A Magyar Elektrográfiai Társaság alkotóinak munkássága 2000-től napjainking, Képírás, 2025

## Zenei tevékenysége
A United Gods alapítótagja. Az együttes 1989-től 1993-ig, majd 2003-tól ismét koncertezik – többek között – a Műcsarnokban, a Millenáris Teátrumon, a MU Színházban, illetve a Szkéné Színházban.

### United Gods-diszkográfia

#### Önálló Kazetták
- 1990 „Egyesült Istenek” (demo), Második Látás Distribution, C-10 (1992-ben az anyag rákerült a Második Látás experimentális zenei kompilációjára)
- 1993 „Daath”, Neuzeitliche Tonkonstruktionen (Németország), C-60

#### Kazetta-válogatások
- 1991 „Kelet ’91 Fesztivál", Keleti Blokk „Hanghordó-Zoo”, Kazetta-zine
- 1993 „Mécanismes 4.", Groupuscule Vision
- 1994 „Sculptures", Sépulkrales Katakombes, 007
- 1995 „Archives Humaines Vol. 1.", Sépulkrales Katakombes, 012
- 2017 „Magyar Mezőny", Havizaj Válogatás

#### Net-kompilációk
- 2010 „Emissions", Kalpamantra „Beyond C:N:O", Kalpamantra „Vita Ignes Corpus Lignum", Winter Solstice „SoundGate" online stream és kiállítás
- 2011 „Music for the Rising Sun" „Vita Ignes Corpus Lignum", Winter Solstice
- 2012 a United Gods „Book of AMOS" c. száma a damagereport.hu-n „Vita Ignes Corpus Lignum", Final Winter Compilation
- 2013 „Hermetic Library", Magick, Music and Ritual 9.
- 2014 „Hermetic Library", Magick, Music and Ritual 10.
- 2016 „Hermetic Library", Magick, Music and Ritual 11. „Hermetic Library", Magick, Music and Ritual 12.
- 2017 „Magyar Mezőny", Havizaj Válogatás, Unsigned

#### CD-k, albumok
- 2003 „Joined to an Angel" (dupla CD)
- 2005 „Elő-Jelek"
- 2007 „Transzformer"
- 2010 „AER" (netes kiadás: 2011, Kalpamantra)
- 2011 „Live in Budapest" (netes kiadás: Kalpamantra, 2012)
- 2012 „Platon IC", Unsigned (mini-CD)
- 2013 „Pluto MC" (limitált példányszámú, egyedi mini-CD)
- 2014 „Speculative Speculum", Kalpamantra
- 2016 „Metamorphosis of Pan"
- 2020 „The Remix Collection"[44]

#### Közös CD-k más előadókkal
- 2009 „Voluntas Voraginis" – Mork Skog-gal „Massive Larmbelastigung Vol. 2." – netes válogatás, közös szám a First Aid 4 Souls-szal
- 2010 „Kaosapokalypso" – a First Aid 4 Souls-szal

Saját kompozíciói megjelentek a „Contact Compilation 9"-en (2011), valamint az „Exquisite Corpse Audio Chain Letter" keretein belül és a „Találkozási pontok, ellenpontok" c. CD-n (2012).
Fellépett továbbá „Vegetable Menstruum of Saturn" (Paizs Miklóssal) és „Trimurti" néven is (Mestyán Ádámmal és Tóth Szabolccsal), valamint Dóra Attillával (Fiatal Művészek Klubja, Szünetjel Klub), Tóth Gáborral (tgnoise, Cökxpon), Bérces Ádámmal (Gyár és Tűzraktér), illetve Pongrácz Kálmánnal (Rovar 17, K.A.S. Galéria).
A United Gods zenéje szerepelt még Fehér Zoltán „Szindbád" című performance-ában (1995, Cirko Gejzír Mozigaléria), a „Spring-Field Garden" c. darabban (2003, MU Színház), a „Kékszakáll" új színpadi adaptációjában (2010, Zsámbék), és a Bercsényi Klubban (önálló fellépés), valamint az Újlak Kiállítóteremben.

### Doriphoroi-diszkográfia
- 2024 Illuminations, Ekszpanzió Fesztivál, Vác
- 2025 Válogatások: Chora/Kronos, in: Who is the Dreamer? – A Tribute to David Lynch, TCNG netlabel

#### Fellépések
- 2024 Illuminations, Ekszpanzió Fesztivál, Vác
- 2025 Lumiere Hall, Budapest

#### A Doriphoroi-ról
- 2024 A fény Vácon tört utat magának. Megérkezett a Doriphoroi – H.I.T. Magazin, Havi riport 2024/11 #19
- 2025 A Tilos Rádió interjúja a Doriphoroi tagjaival.

## Katalógusok

### Önálló katalógusok
- 1993 Celesztikon, Bartók '32 Galéria
- 1995 Bolt Galéria[45]
- 1998 Bolt Galéria[46]
- 2012 Uranographia, Képírás Füzetek

### Művei kiadványokban (válogatás)
- 1990 Ultramorális sex fest, fesztiválkiadvány
- 1992 Celesztikon-fénymásolatok, Nappali Ház 1992/4. szám
- 1993 Art Jam '93 katalógus, Budapest Fotók, Törökfürdő, 1993/2. szám Árnyékkötők 1993/3. szám
- 1994 Árnyékkötők, 1994/1. szám
- 1995 EKA-GANZ katalógus, Budapest Bárka katalógus, Vigadó, 1995
- 1997 Lépcsőházban leszek döntő gondolat – Paizs Miklós CD-borítója Kortárs Magyar Fotográfia '97, Pécs Magyar Szalon katalógus, Műcsarnok, Budapest Contemporary Hungarian Photography, Collection of the Bolt Gallery Actus: Celesticon, Új Művészet, VIII. évf./7–9. szám
- 1998 Fotók Fehér Zoltán Vak Vetés I–II.[47] performance-eiről, Előfutár I. évf./1. szám, 1998 nyár Kép és Szöveg[48] – katalógus, Bolt Galéria Árnyékkötők 21–22. szám Installáció-projekt, Artpool
- 1999 XXS-katalógus,[49] Bolt Galéria A Romeo Martinez International Award katalógusa Árnyékkötők 26. szám
- 2000 Föld-Napéjegyenlőség (installáció), Balkon 2000/6. szám Künstlerbanknoten katalógus, Weddel Black-Black Galéria-installáció, Gyűjtők és gyűjtemények (2000/4. szám; 2001/1. szám) A Coniunctio és Caput Mortuum c. sorozatokból, Magna 2000/5. szám Árnyékkötők 27. szám
- 2001 Hierohlyphica Reformata I–IV., Magyar Műhely 118. szám Fotók Fehér Zoltán: Total Eclipse c. katalógusában, Art du Monde Magyar tekintet katalógus Árnyékkötők 30–31. szám (CD-melléklettel) Matricák 2000, CD-katalógus A Totalis Solis Defectio c. sorozat képe a Szérü c. vershez, Szabó Imola: Sáska-tánc c. kötetében, Kráter Kiadó
- 2002 ENDT. Multiplication, Balkon 2002/5. szám A Mai Manó Ház első fotóárverése – katalógus
- 2003 Polaroidok, Műértő, 2003. februári szám Polaroidok, Új Forrás, 2003/5. szám
- 2004 Matricák 2004 katalógus – kép a Chaos Veterum c. sorozatból Contemporary Hungarian Photography,[50] Bolt Galéria Árnyékkötők – könyv (CD-melléklettel)
- 2005 TesTTeszTTúrák katalógus – El Kazovszkij, Fehér Zoltán, Kecskés Péter kiállítása, magánkiadás United Gods CD-borító, Magna II. évf./1. szám A Coniunctio c. sorozatból, Magyar Műhely 135. szám Conjunctroversus (eredetileg Coniunctioversus) c. kép, The Magickal Picture Book, Bath Kerekedő történetiség, A magyar elektrográfia története 1985–2005
- 2006 Pixel – Digitális nyomatok I. országos szemléje (katalógus), Budapest Attila József – Piet Paaltjens een poetische ontmoeting (katalógus), Pand Paulus Galéria, Schiedam, Hollandia Coniunctio és Essentia Exaltata, Balkon 2006/6. szám
- 2007 Matricák 2007 katalógus, Budapest
- 2008 Az Essentia Exaltata és a One Day at a Time c. sorozatokból, Magyar Műhely 146. szám Fotó-Dialógus – a fotóhónap katalógusa
- 2009 Elgabal-Narkissos installáció a Videospace-ben, Új Művészet 2009. áprilisi szám
- 2010 Art Fanatics – Kortárs magángyűjtemények katalógusa, Műcsarnok Matricák 2010 katalógus
- 2011 Mega-Pixel 2010–2011 katalógus
- 2012 Polaroidok, Fotóművészet, 2012/3. szám Polaroidok, A XVIII. Esztergomi Fotóbiennálé katalógusa Matricák 2012 katalógus
- 2014 A Magyar Elektrográfiai Társaság katalógusa
- 2015 Több fény! – Fénykörnyezetek (katalógus) Fotók, elektrográfiák, fénymásolatok, polaroidok, Élet és Irodalom LX. évf./14. szám
- 2016 Digitális Agóra, az I. Nemzetközi Digitális Triennálé katalógusa
- 2017 Matricák 2017 katalógus
- 2018 Petőcz-suite, Magyar Műhely 184. szám Digitális Agóra katalógus Fotók, Tribuna 388. szám
- 2019 MET 2019 Évkönyv
- 2020 Douro Biennale katalógusa
- 2022 Hungarian Electrographic Art (katalógus) Innováció a grafikában, a grafikai művészet mesterei, a 11. Nemzetközi Rajz- és Grafikai Biennálé katalógusa (Győr)
- 2023 Art Forum

## Díjai
- 1987 Kollekciódíj a Pest megyei Színesdia pályázaton
- 1991 Első díj képzőművészeti kategóriában a Novus pályázatán
- 2012 Matricák 2012 – kiállítási díj, szabad kategória
- 2018 Digitális Agóra – kiállítási díj
- 2021 Digitális Agóra – fődíj

## Külső hivatkozások
- Kecskés Péter a Webgaléria oldalán
- Kecskés Péter a Szépírók Társaságának oldalán
- Kecskés Péter írásai a Képírás oldalán
- A United Gods profilja a YouTube-on
- Kecskés Péter az Instagramon
- Kecskés Péter írásai az independent.academia.edu oldalán
- A Doriphoroi profilja a YouTube-on
- Kecskés Péter az Instagramon
- Kecskés Péter a Facebookon